# Kuttu
Kuttu (o Kutu) è una municipalità del Distretto Mortlocks, di Chuuk, uno degli Stati Federati di Micronesia. 
Situato nella parte occidentale dell'atollo Satowan, ha una popolazione di 1.235.